# 加藤康宏
加藤 康宏（かとう やすひろ、1944年（昭和19年） - ）は、日本の科学技術官僚。愛知県瀬戸市出身。
独立行政法人海洋研究開発機構理事長、科学技術事務次官（第21代）などを歴任。

## 来歴
東海高等学校、東京大学工学部原子力工学科卒業。1967年（昭和42年）科学技術庁入庁。原子力局長、科学技術政策局長、科学審議官を経て、1999年（平成11年）7月 科学技術事務次官。
2001年（平成13年）1月に退官後は天下りとなり、日本原子力研究所、科学技術振興事業団を経て、2004年（平成16年）から2012年（平成24年）3月まで独立行政法人海洋研究開発機構理事長を務める。

## 略歴
- 1967年（昭和42年）4月 科学技術庁入庁。原子力局
- 1981年（昭和56年）7月1日 科学技術庁原子力局調査国際協力課原子力調査室長
- 1983年（昭和58年）10月1日 科学技術庁原子力局調査国際協力課長併任原子力局調査国際協力課原子力調査室長
- 1983年（昭和58年）12月27日 原子力局調査国際協力課原子力調査室長併任解除
- 1986年（昭和61年）1月1日 科学技術庁計画局科学調査官
- 1986年（昭和61年）7月1日 科学技術庁科学技術政策局計画課長併任内閣官房内閣内政審議室内閣審議官
- 1987年（昭和62年）9月1日 工業技術院標準部材料規格課長
- 1989年（平成元年）6月27日 科学技術庁原子力局動力炉開発課長
- 1990年（平成2年）5月8日 科学技術庁長官官房秘書課長
- 1992年（平成4年）6月23日 通商産業省大臣官房審議官（通商政策局担当）
- 1993年（平成5年）6月25日 科学技術庁長官官房審議官併任科学技術振興局
- 1994年（平成6年）7月1日 科学技術振興局併任解除
- 1995年（平成7年）6月30日 科学技術庁研究開発局長
- 1997年（平成9年）1月17日 科学技術庁原子力局長
- 科学技術庁科学技術政策局長
- 1999年（平成11年）7月6日 科学審議官
- 1999年（平成11年）11月24日 科学技術事務次官
- 2004年（平成16年）4月1日 独立行政法人海洋研究開発機構理事長（～2012年（平成24年）3月）